# Plumergat
 Plumergat  (en bretón Pluvergad) es una población y comuna francesa, situada en la región de Bretaña, departamento de Morbihan, en el distrito de Lorient y cantón de Auray.

## Demografía
| 1734 | 1773 | 1961 | 2291 | 2449 | 2597 |
| Para los censos de 1962 a 1999 la población legal corresponde a la población sin duplicidades (Fuente: INSEE [Consultar]) |      |      |      |      |      |